# Carbonell
Carbonell — испанский производитель оливкового масла, принадлежащий Grupo SOS и SOS Cuétara (ныне Deoleo). Старейший бренд оливкового масла в Испании. Штаб-квартира компании находится в Кордове (Андалусия).

## История
Компания основана Антонио Карбонеллом в июле 1866 года. В 1895 году компания стала поставщиком испанского королевского дома, а в 1888 году заключила эксклюзивный контракт на поставку оливкового масла с британским военно-морским флотом, с которым работала до 1918 года. В 1904 году компания выиграла Гран-при на Универсальной выставке в Сент-Луисе (США).
С 1950-х годов продукты компании Carbonell экспортируются в более чем 70 стран, что делает её мировым лидером в производстве оливкового масла.
В 2004 году компания открыла первый музей оливкового масла в Испании.